# Tsai Bon-hwa
Tsai Bon-hwa, traslitterato anche come Cai Wenhua o Chua Bonhua (蔡文華T, 蔡文华S, Cài WénhuáP; 1920 – Taipei, 20 febbraio 1976), è stato un cestista e allenatore di pallacanestro taiwanese.

## Carriera
Con la Repubblica di Cina ha disputato i Giochi olimpici di Londra 1948, e con Taiwan i Campionati mondiali del 1954.
Da allenatore ha guidato Taiwan ai Campionati mondiali del 1959.